# Open Access Week

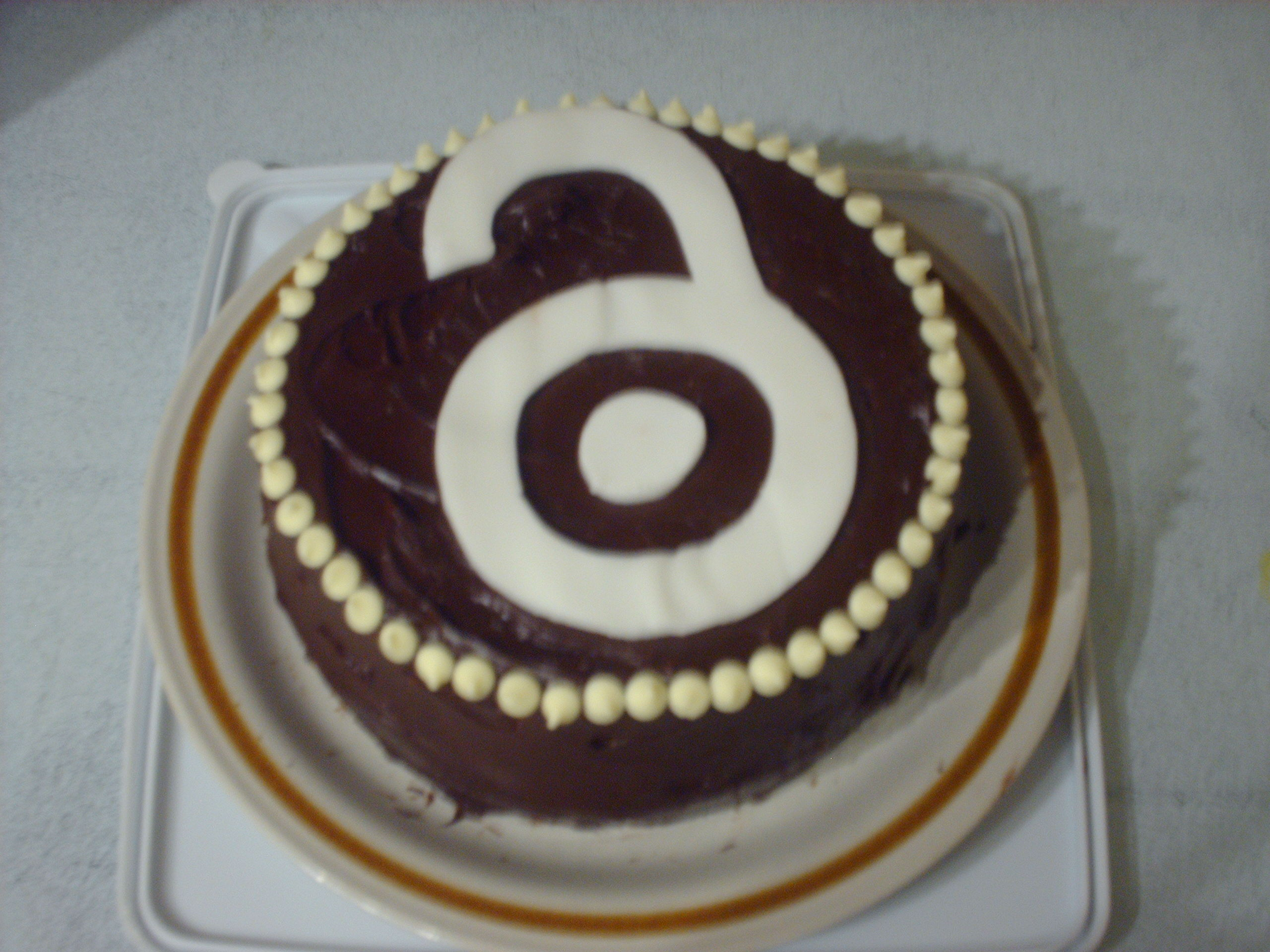
Una torta preparata per le celebrazioni della Open Access Week 2010 presso l'Università di Lincoln, con il logo Open Access

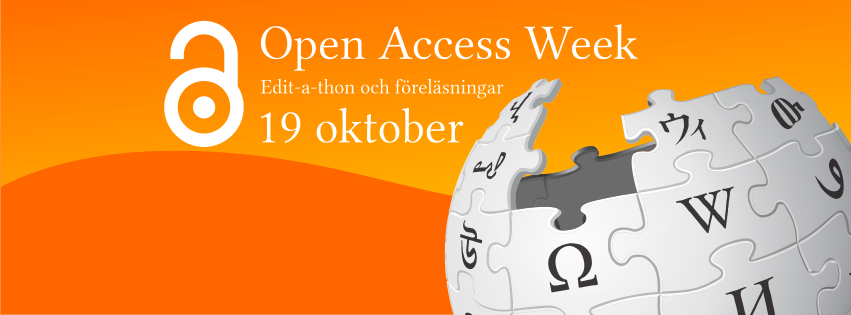
Un banner web (in svedese) per una Editathon di Wikipedia durante la Open Access Week 2015

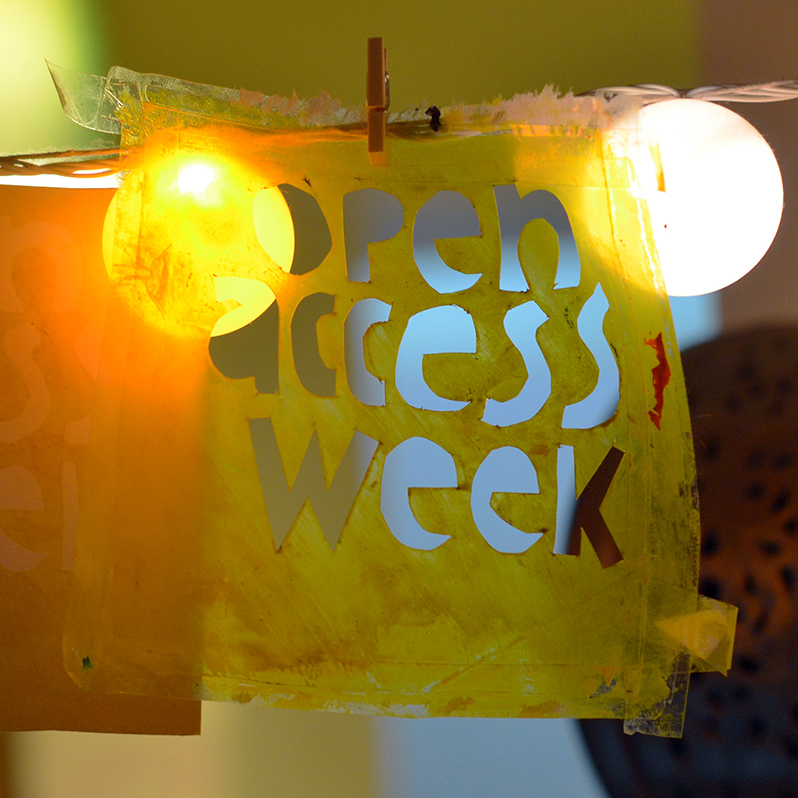
Uno stencil e un biglietto con il testo "Open Access Week"

Open Access Week è un evento annuale di comunicazione accademica incentrato sull'open access e argomenti correlati. Si svolge a livello globale durante l'ultima settimana di ottobre in una moltitudine di luoghi sia online che offline. Le attività tipiche includono conferenze, seminari, simposi o l'annuncio di mozioni a favore del libero accesso o del raggiungimento di altre pietre miliari nell'accesso aperto. Ad esempio, la Royal Society ha scelto la Open Access Week 2011 per annunciare che avrebbe rilasciato i backfile digitalizzati dei loro archivi, datati dal 1665 al 1941.

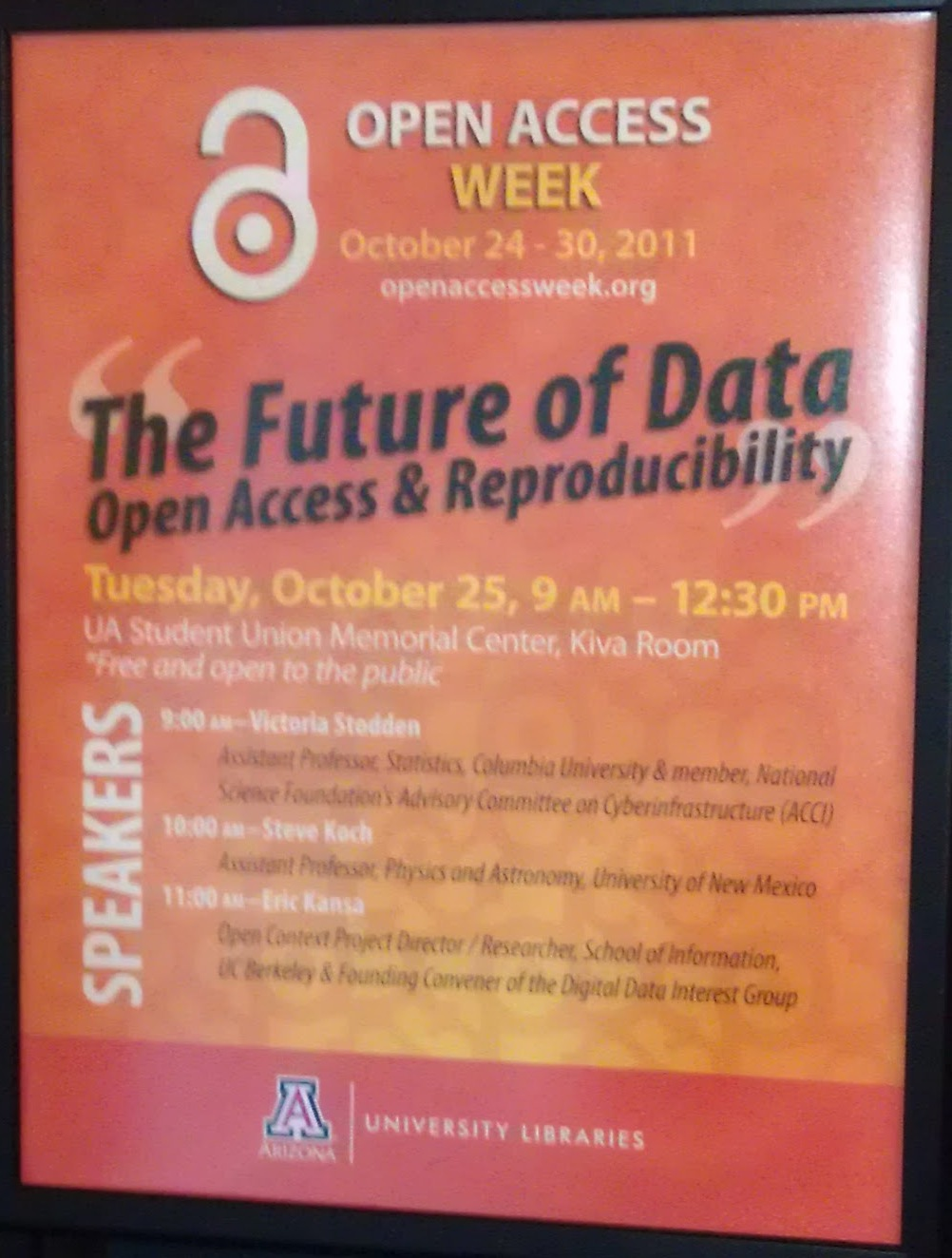
Esempio di evento: un simposio presso l'Università dell'Arizona, 25 ottobre 2011

## Temi
Nei primi anni, ogni organizzazione che celebrava la Open Access Week stabiliva il proprio tema. Dal 2012 è stato stabilito un tema "ufficiale", che ha ricevuto un'attenzione speciale in occasione degli eventi-lancio tenutisi presso la Banca mondiale.
- Nel 2020, il tema è "Open con uno scopo: agire per costruire l'equità strutturale e l'inclusione".[3]
- Nel 2019, il tema era "Open per chi? Equità nella conoscenza aperta".[4]
- Nel 2018, il tema era "Progettare basi eque per la conoscenza aperta".[5]
- Nel 2017, il tema era "Open in modo tale da".[6]
- Nel 2016, il tema era "Open in azione".[7]
- Nel 2015, il tema era "Open per la collaborazione".[8]
- Nel 2014, il tema era "Generazione Open".[9]
- Nel 2013, il tema era "Ridefinire l'impatto".[10]
- Nel 2012, il tema era "Far diventare l'Open Access la scelta di default".[11]

## Eventi
I dettagli degli eventi della Open Access Week sono registrati nella sezione "Eventi" della Open Access Directory. Sono anche elencati sul sito web della Open Access Week, dove sono stati elencati oltre 140 eventi per la Open Access Week 2013.